# フリードリヒ・ヴィルヘルム・ケトラー
フリードリヒ・ヴィルヘルム・ケトラー（ドイツ語：Friedrich Wilhelm Kettler、1692年7月19日 - 1711年1月21日）は、クールラント・ゼムガレン公（在位：1698年 - 1711年）。

## 生涯
クールラント公フリードリヒ・カジミール・ケトラーの一人息子、母はその2番目の妻でブランデンブルク選帝侯フリードリヒ・ヴィルヘルム（大選帝侯）の娘であるエリーザベト・ゾフィー。
1710年にロシアのツァーリ・イヴァン5世の娘で、ピョートル1世の姪のアンナ・イヴァノヴナとサンクトペテルブルクで結婚したが、その翌年に亡くなった。
フリードリヒ・ヴィルヘルムの死後、公爵位は叔父のフェルディナント・ケトラーに相続されたが、公国は事実上ロシアの支配下におかれた。公国がまがりなりにも独立を回復したのは1737年、当時ロシア女帝となっていたフリードリヒ・ヴィルヘルムの未亡人アンナが、愛人のエルンスト・ヨハン・フォン・ビロンに公爵位を授けたときであった。